# Кастел Гофредо
Кастел Гофредо (итал. Castel Goffredo) је насеље у Италији у округу Мантова, региону Ломбардија.
Према процени из 2011. у насељу је живело 9871 становника. Насеље се налази на надморској висини од 51 м.

## Становништво
| 1936. | 1951. | 1961. | 1971. | 1981. | 1991. | 2001. | 2011.  |
| ----- | ----- | ----- | ----- | ----- | ----- | ----- | ------ |
| 6.503 | 6.778 | 6.705 | 7.229 | 7.892 | 8.476 | 9.829 | 12.065 |